# Daniel Brühl
Daniel César Martín Brühl González (Barcelona, 16. lipnja 1978.), njemačko-španjolski filmski i televizijski glumac i snimatelj zvučnih knjiga i filmova, dobitnik nagrade Goya i Europske filmske nagrade. Poznat je po naslovnoj ulozi u hvaljenom njemačkom filmu Zbogom, Lenjine!.

## Vanjske poveznice
- Die Liebe des Daniel César Martín Brühl González Welt, 9. rujna 2012.